# Камйонка (Малопольське воєводство)
Камйонка (пол. Kamionka) — село в Польщі, у гміні Козлув Меховського повіту Малопольського воєводства.
Населення — 416 осіб (2011).
У 1975-1998 роках село належало до Келецького воєводства.

## Демографія
Демографічна структура станом на 31 березня 2011 року:
|          | Загалом | Допрацездатний вік | Працездатний вік | Постпрацездатний вік |
| -------- | ------- | ------------------ | ---------------- | -------------------- |
| Чоловіки | 209     | 37                 | 137              | 35                   |
| Жінки    | 207     | 28                 | 117              | 62                   |
| Разом    | 416     | 65                 | 254              | 97                   |